# Life by You
『Life by You』（ライフ・バイ・ユー）は、スウェーデンのゲーム会社パラドックスインタラクティブより発売予定であったライフシミュレーションゲーム。2024年6月17日に開発中止が発表された。

## 概要
ビーチから山間部まで広がる広大な世界を舞台に、プレイヤーは様々なキャラクターの欲求に応えながら、キャラクターの人生を描いていく。

街のデザインを自由に変えたり、室内のインテリアをアレンジしたりできるほか、オブジェクトやイベント、キャラクターをデザインできる。また、キャラクターの会話や目標、性格などを自在に作成できる豊富なツールセットが用意されており、さらに後述の通りユーザー作成のMODの共有に焦点を当てているのも大きな特徴とされていた。

## 開発
エレクトロニック・アーツでザ・シムズシリーズに携わり、その後リンデン・ラボでSecond Lifeに携わったロッド・ハンブルが開発を主導していた。
当初2023年9月12日に早期アクセスとして配信が開始される予定であったが、改善のため2024年3月5日に延期され、更にその後、早期アクセスに至る事なく2024年6月17日に開発中止が発表された。

## MOD
Life by Youの大きな特徴は、非常に自由度が高いカスタマイズ機能にあり、開発陣が今後の拡張機能を製作するために使用するものと同様のツールをユーザーも使用できるとしていた。
また、ゲーム内に露骨な性行為に関するシーンはないが、ヌードは許可されており、本作はアダルトMODを可能にするために“特別に設計”されていると開発者のロッド・ハンブルは語っていた。